# Jacques Rossel
Jacques Rossel (* 22. Januar 1915 in Tramelan bei Courtelary; † 4. November 2008 in Pully) war ein Schweizer evangelischer Geistlicher.

## Leben

### Familie
Jacques Rossel war der Sohn des Richters Jean Rossel und dessen Ehefrau Martha (geb. Tissot). Er war seit 1942 mit Anne-Marie, Tochter des Arztes Henri Courvoisier, verheiratet.

### Ausbildung
Er besuchte die Schulen in Bern und immatrikulierte sich an der Universität Lausanne zu einem Theologiestudium. Während des Studiums besuchte er 1938 die World Mission Conference of the International Missionary Council in Tambaram in Indien.

### Werdegang
Nach seinem Studium diente er von 1939 bis 1941 in der Schweizer Armee. Von 1939 bis 1944 veröffentlichte er zusammen mit François Lachenal und dessen Schwager, Alfred Werner, die Pages Suisses.
Von 1941 bis 1945 war er als Pfarrer in Bulle sowie in Romont und dann von 1946 bis 1959 als in Indien als Missionar in Südkanara bei Bangalore und Dozent an der Mangalore Theological Seminary in Mangalore tätig.
Er wurde 1959, als Nachfolger von Alphons Koechlin (1885–1965), Präsident der Basler Mission und blieb in dieser Funktion bis 1979; die Mission zählte in den frühen 1960er Jahren knapp unter 400 Mitarbeiter in Übersee. Er gründete 1964 die Kooperation Evangelischer Missionen, die 1968 die Mitgliedskirchen der deutschschweizerischen Kirchenkonferenz einbezog und danach in Kooperation Evangelischer Kirchen und Missionen umbenannt wurde; sie bildete zusammen mit der Basler Mission eine Missionsgemeinschaft und war verantwortlich für wichtige Publikationen und Öffentlichkeitsarbeit.
Von 1968 bis 1980 war er Vertreter des Schweizerischen Evangelischen Kirchenbunds im Zentralkomitee und im Exekutivausschuss des Ökumenischen Rats der Kirchen in Genf.
1972 war er Mitunterzeichner der Satzung des Evangelischen Missionswerks in Südwestdeutschland – Gemeinschaft Evangelischer Kirchen und Missionen, die er mitgegründet hatte.
Von 1979 bis zu seiner Pensionierung 1980 war er Pfarrer in Pully.

### Berufliches Wirken
Jacques Rossel engagierte sich für die Dekolonisation der Mission, schuf Nord-Süd-Partnerschaften und kämpfte für die Religionsfreiheit in der Sowjetunion.

## Ehrungen
Jacques Rossel wurde 1965 von der Universität Bern und 1979 von der Universität Lausanne zum Dr. theol. h. c. ernannt.

## Schriften (Auswahl)
- François Lachenal; Alfred Werner; Jacques Rossel: Pages Suisses. Genève: Impr. d’A. Kundig, (1939–1944)
- Südindien: vom Dienst der Kirche und der Mission. Metzingen: Franz, 1960.
- Der Hinduismus. Bern: Francke 1962.
- Mission dans une société dynamique. Genève: Éditions Labor et fides; Paris: Librairie protestante, 1967.
- Jacques Rossel; Anna Elisabeth Vischer: Dynamik der Hoffnung: Eine zeitgemässe Studie zum Thema Christ und Welt.  Basel: Basileia, 1967.
- Uppsala 68: ein Aufruf zur kritischen Solidarität. Basel: F. Reinhardt, 1968.
- Le salut aujourd’hui: documents de la Conférence missionaire mondiale de Bangkok commentés par quelques participants. Genève: Labor et Fides, 1973.
- Jacques Rossel; Karl Wilhelm Rennstich: Die Mülltonnen der Reichen und der arme Lazarus. Stuttgart: Radius, 1982.
- Neu Delhi 1961 und die Folgen: die Herausforderung für die Christen und Kirchen nach 1961. Bad Boll, 1982.
- Teilen in der Ökumenischen Gemeinschaft. Frankfurt am Main 1983.
- Daniel von Allmen; Heinrich Balz; Jacques Rossel: Die christliche Mission und die anderen Religionen. Basel: Basler Mission, 1985.
- Chrétiens en Chine Populaire. Bâle: Mission de Bâle, 1987.
- Christen in der Volksrepublik China. Basel: Basler Mission, 1988.
- Aux racines de l’Europe occidentale. Lausanne: Age d’homme, 1998.
- Jacques Rossel: déchiffrer le changement dans la pratique missionnaire. Lausanne: Le Fait Missionnaire, 1998.
- Ein Leben in ökumenischer Weite. Erinnerungen. Frankfurt am Main, Lembeck Verlag 2009.[7]